# Okayama (thành phố)
Thành phố Okayama (岡山市) là tỉnh lỵ của tỉnh Okayama (岡山県, Cương Sơn thị), Nhật Bản.
Thành phố nằm ở phía Nam của tỉnh, nổi tiếng cả nước với món bánh cổ truyền Hibidango, với lễ hội ở truồng chùa Saidai, với vườn Korakuen - một trong ba vườn Nhật Bản nổi tiếng nhất nước, với thiền viện Sogenji rất lớn của phái Lâm Tế. Thành Okayama nằm ở trung tâm thành phố. Đập Asahigawa và sân bay quốc tế Okayama nằm ở phía Bắc thành phố, nơi là một phần của cao nguyên Kibi. Khu vực phố phường của thành phố nằm ở phía Nam, nơi là đồng bằng Okayama trông ra vịnh Kojima ở biển Seto Naikai.
Thành phố Okayama là một đô thị trung tâm quốc gia của vùng Chūgoku. Từ khi cầu Seto Ohashi được khánh thành vào năm 1988, giao thông trong vùng trở nên thuận lợi và vùng đô thị Okayama và vùng kinh tế Higashi Seto hình thành với thành phố Okayama làm hạt nhân. Với quy mô dân số lên đến trên 70 vạn người, và với vai trò quan trọng của mình, thành phố Okayama đã được công nhận là đô thị cấp quốc gia của Nhật Bản vào tháng 4 năm 2009.

## Thành phố kết nghĩa
- San Jose, California, Hoa Kỳ (1957)
- San José, Costa Rica (1969)
- Plovdiv, Bulgaria (1972)
- Lạc Dương, Trung Quốc (1981)
- Bucheon, Hàn Quốc (2002)
- Tân Trúc, Đài Loan (2003)
- Ninh Bình, Việt Nam (2018)

## Thư viện ảnh

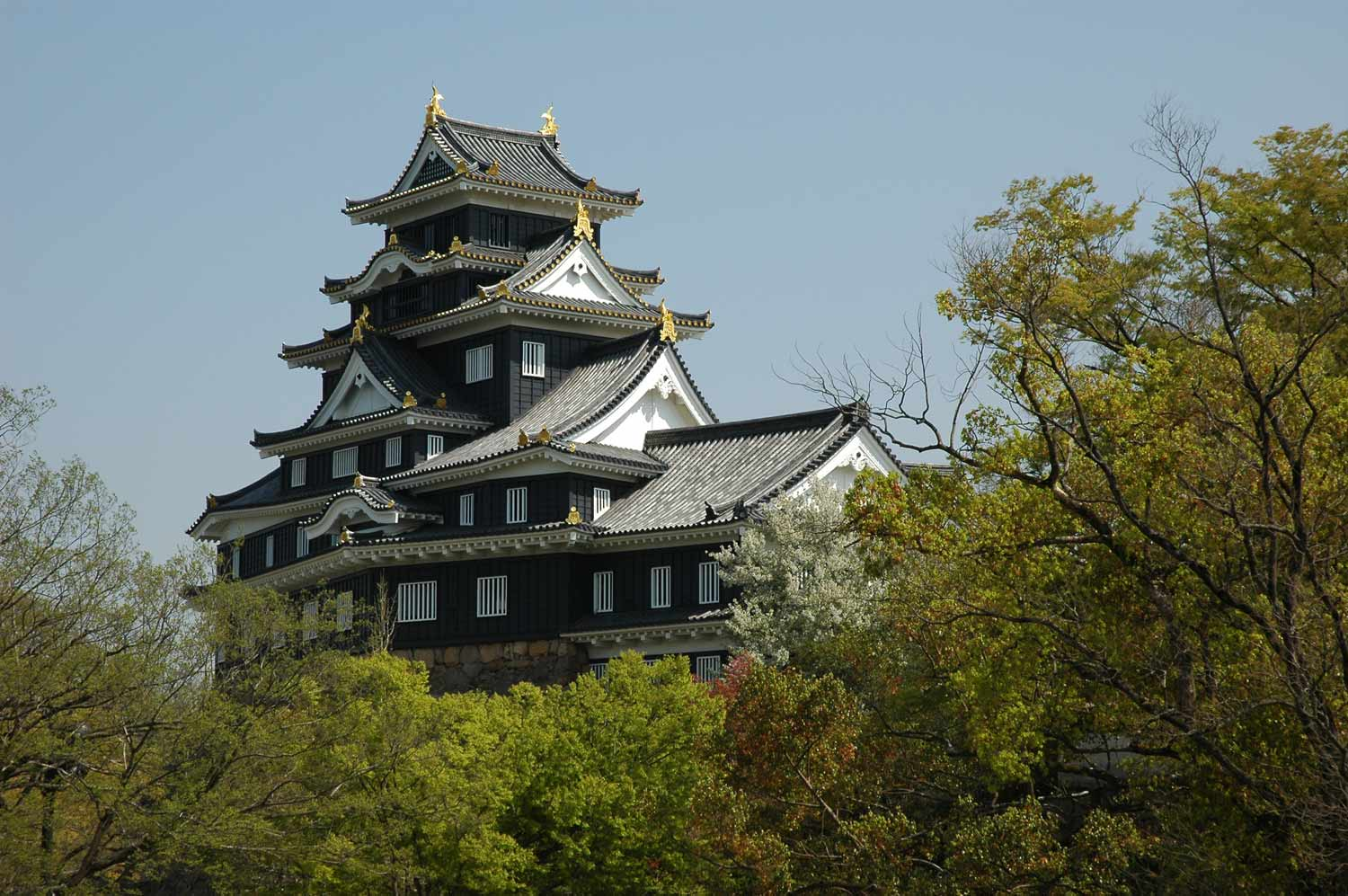
岡山城
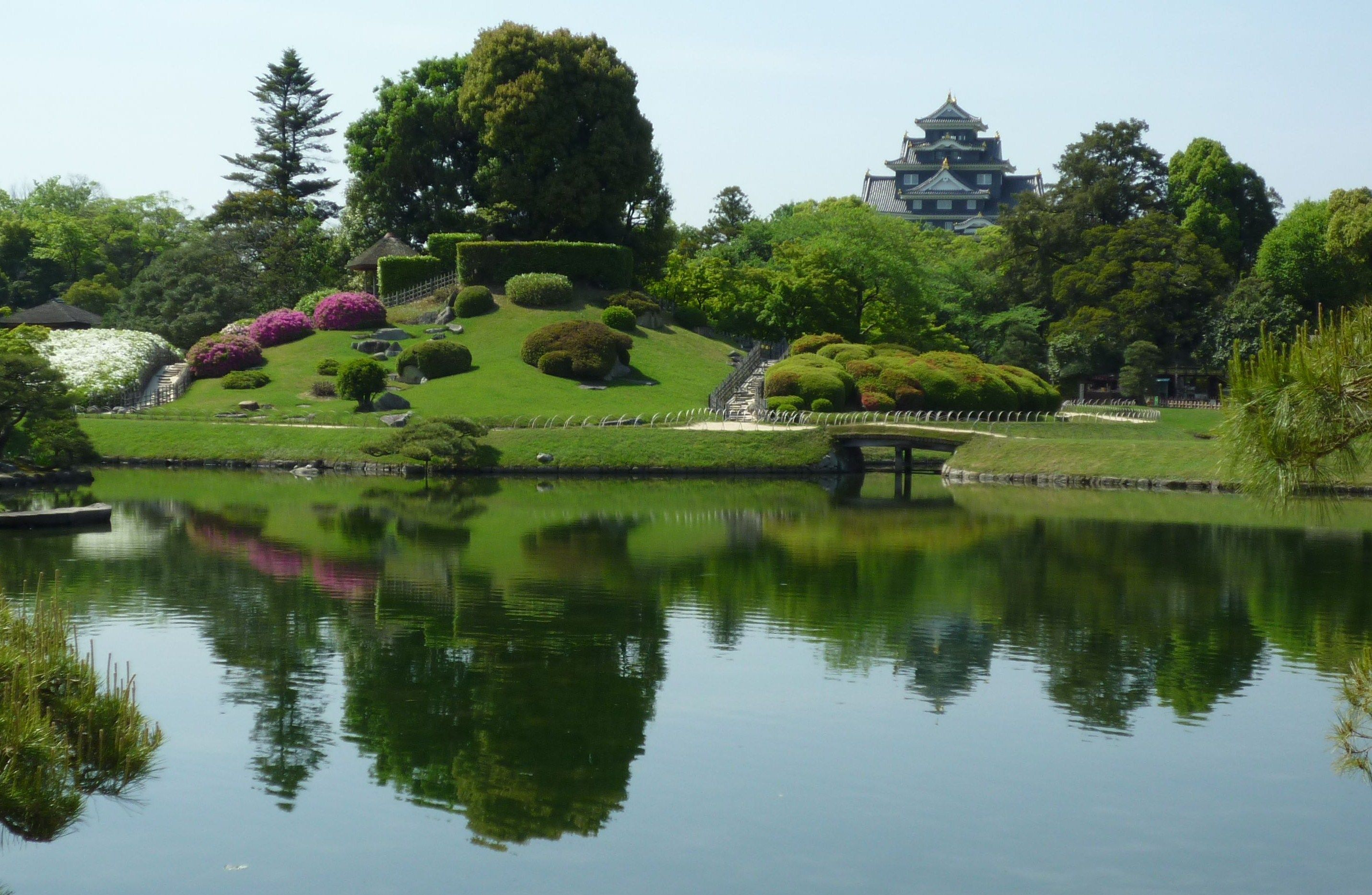
後楽園
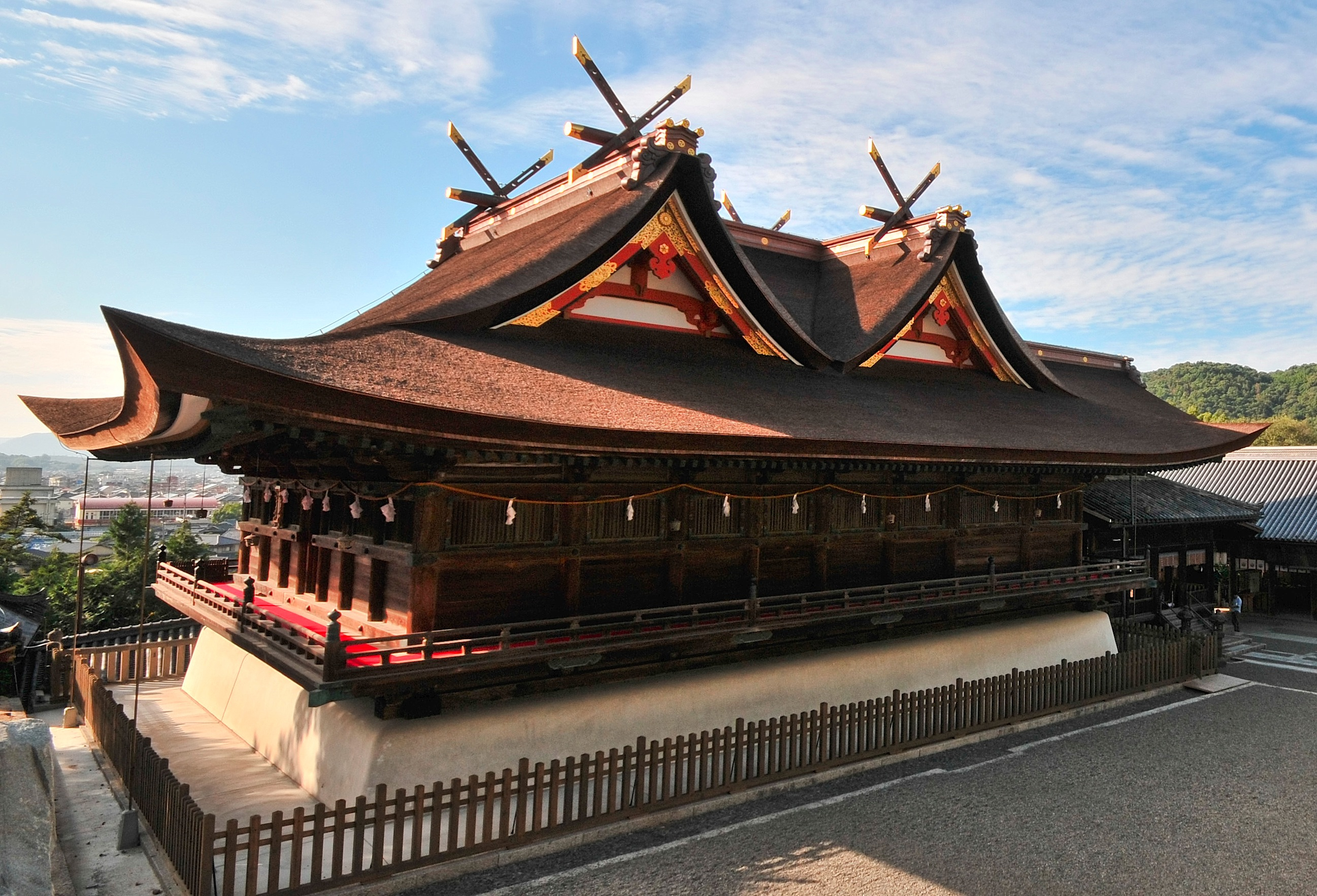
吉備津神社
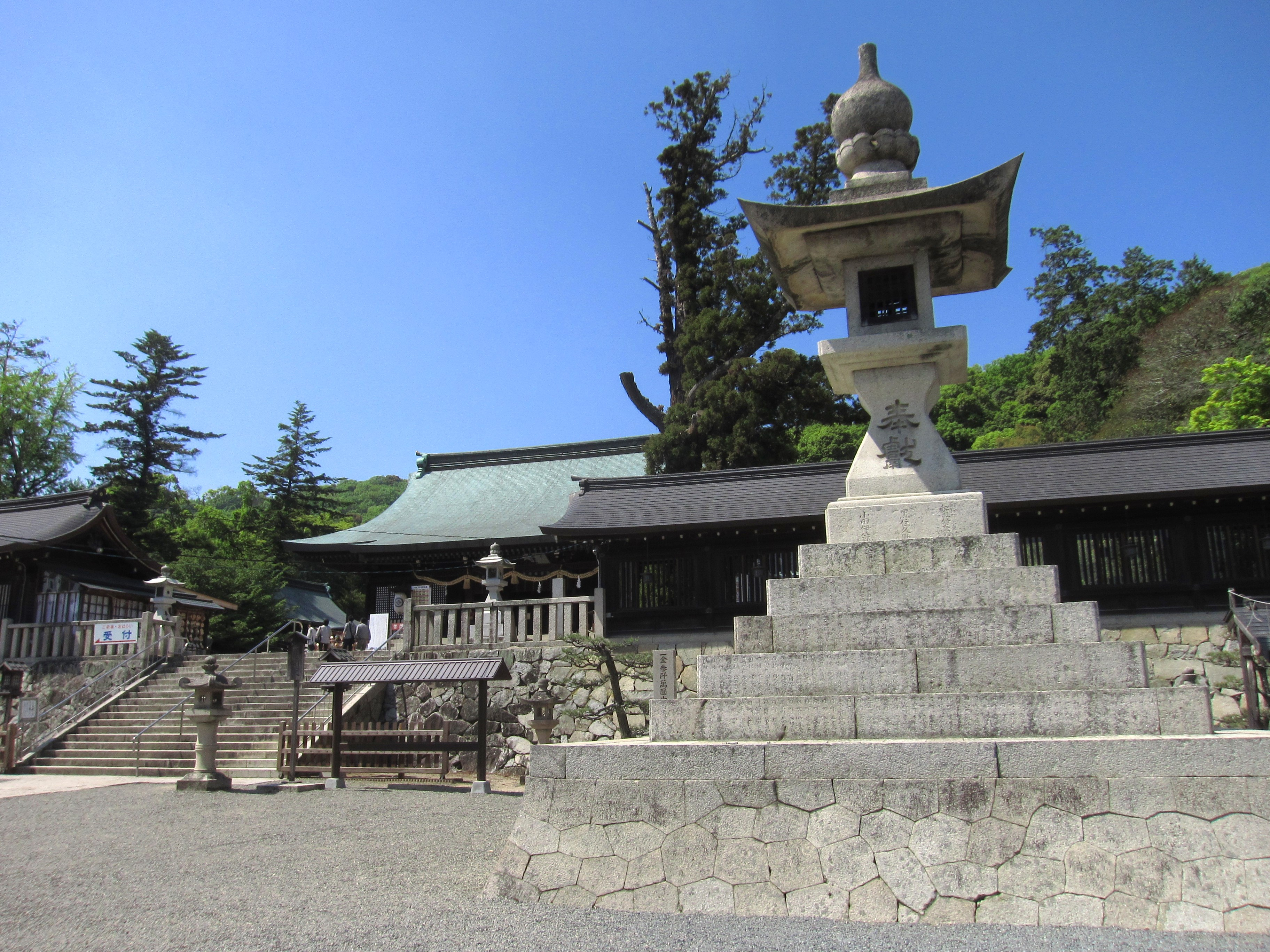
吉備津彦神社
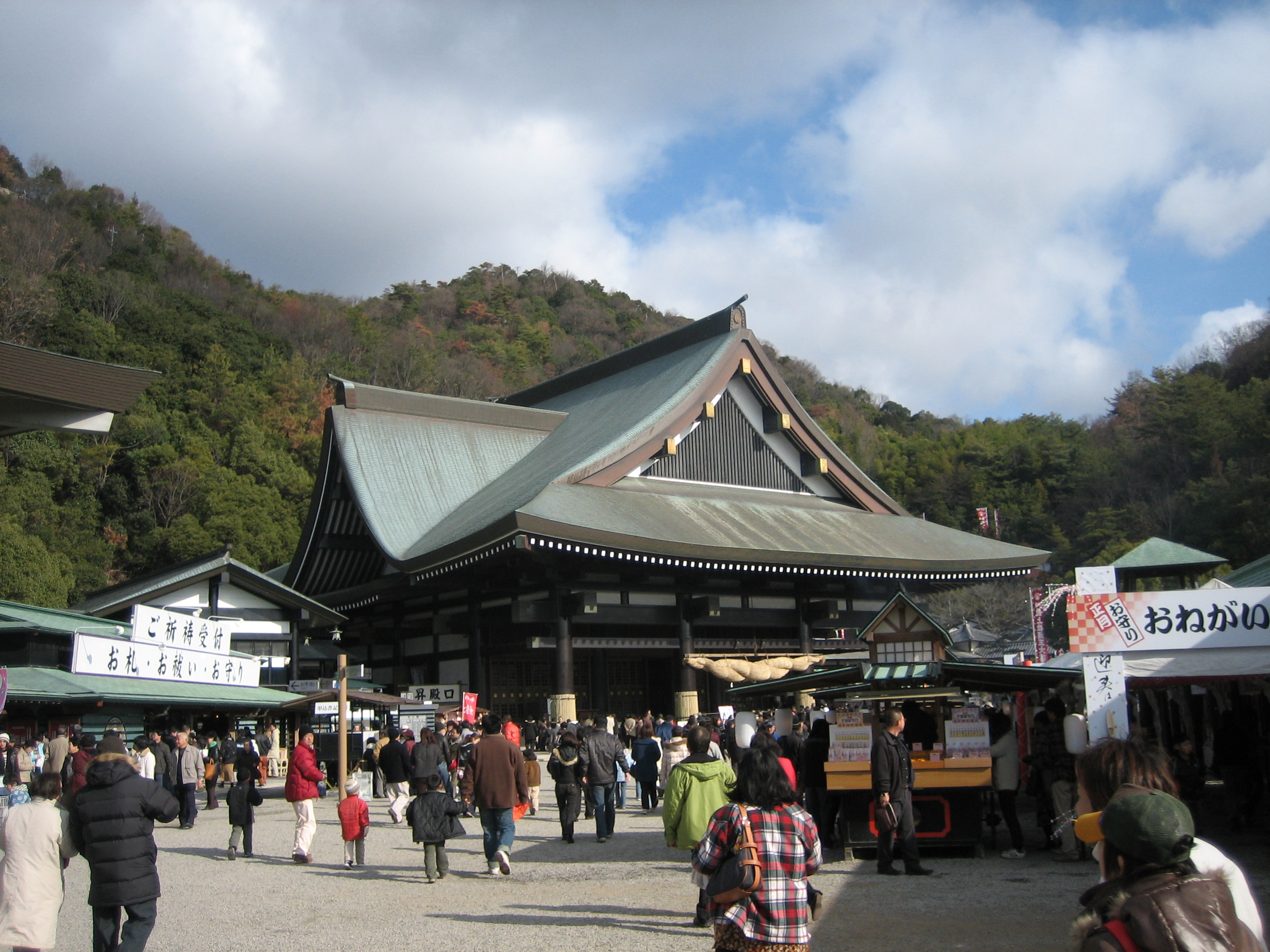
最上稲荷
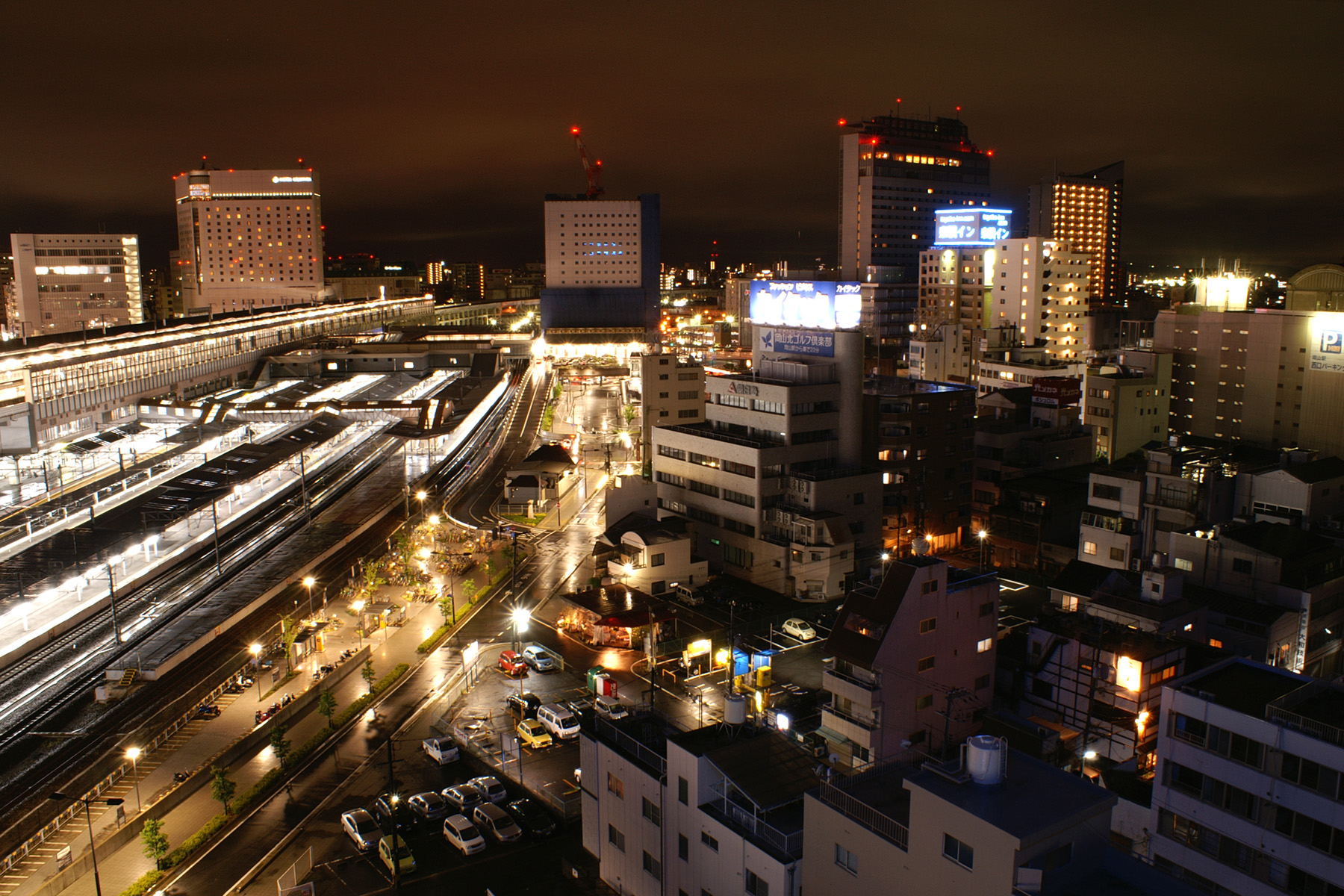
岡山駅
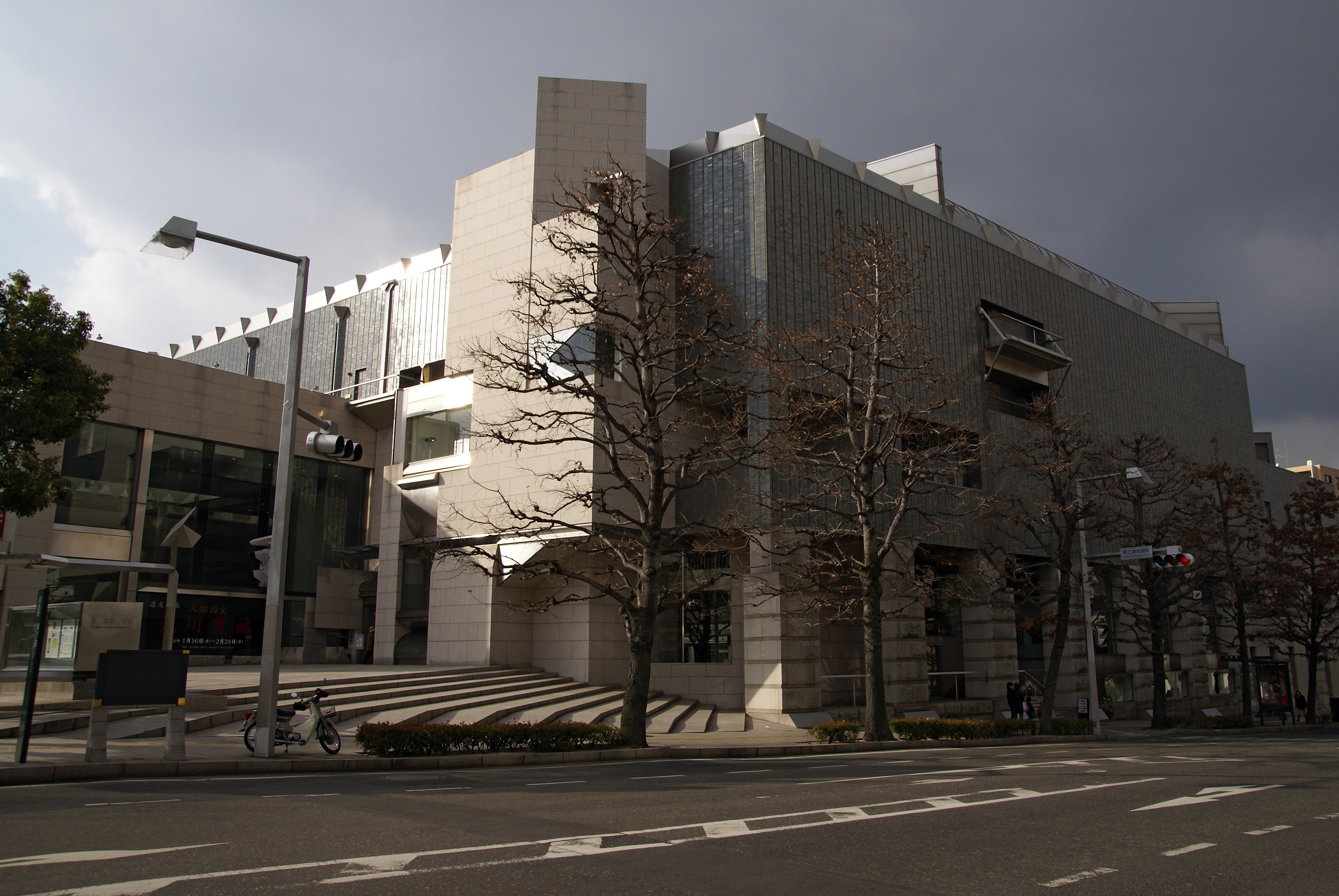
岡山県立美術館
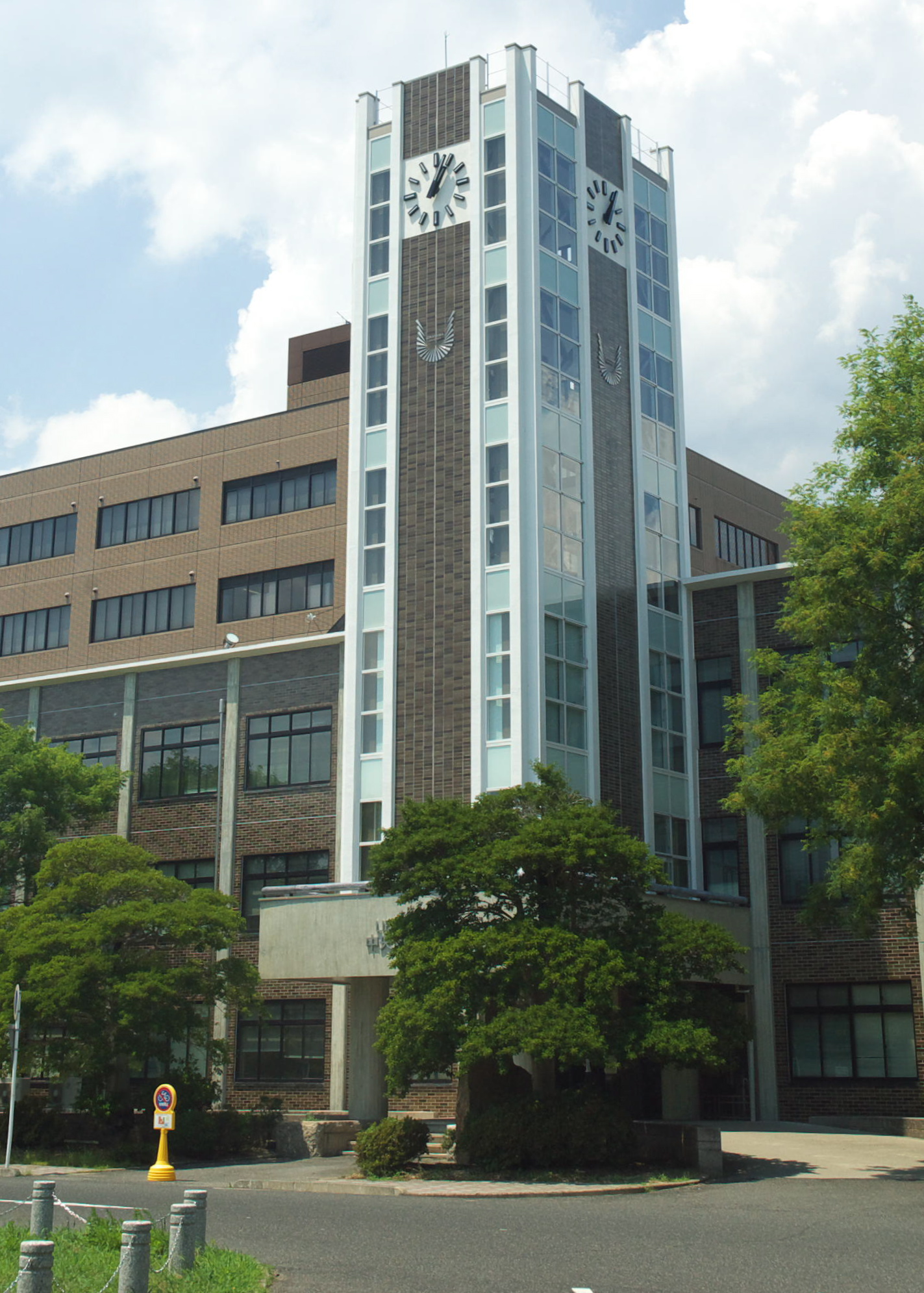
岡山大学
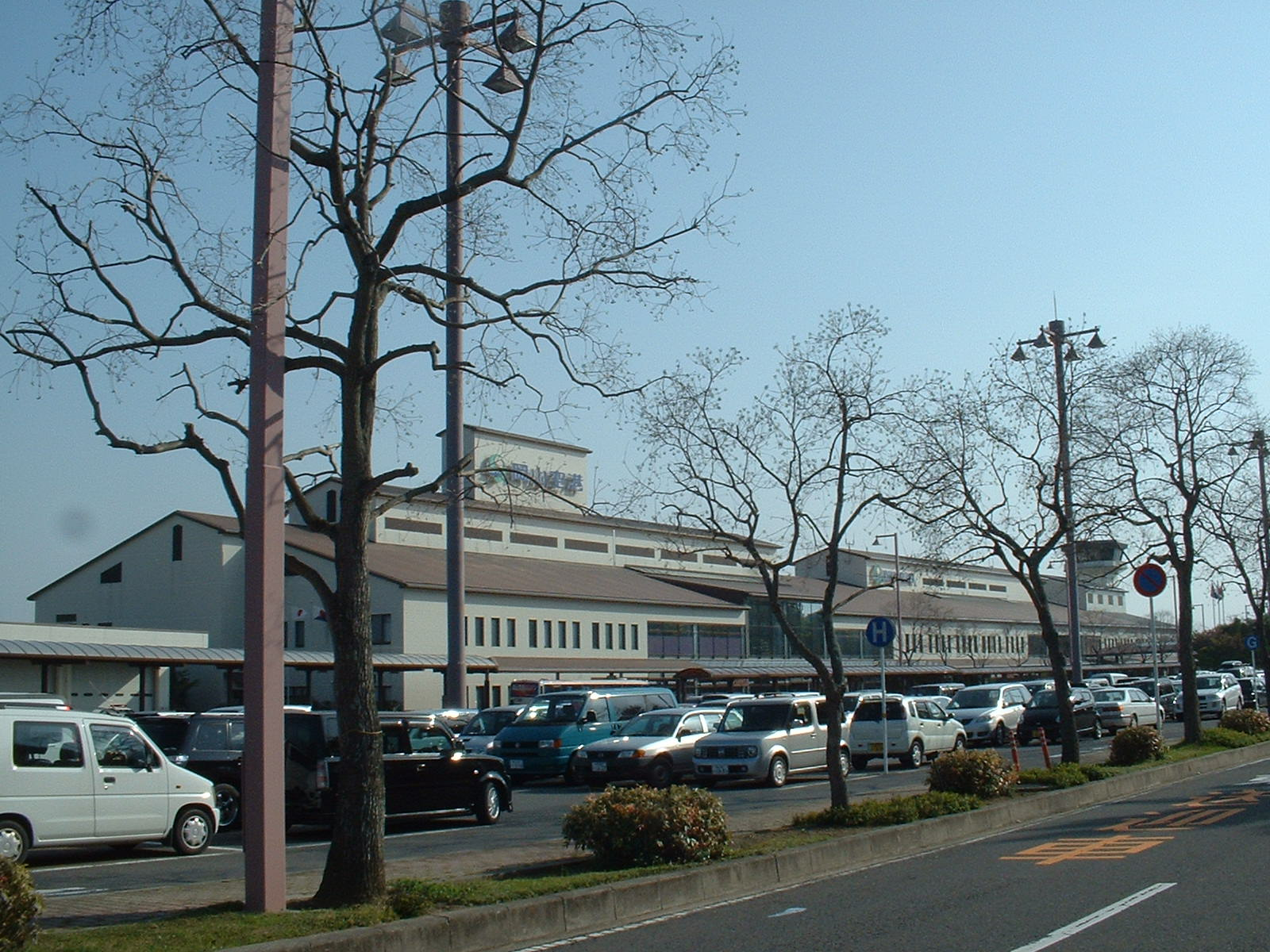
岡山空港
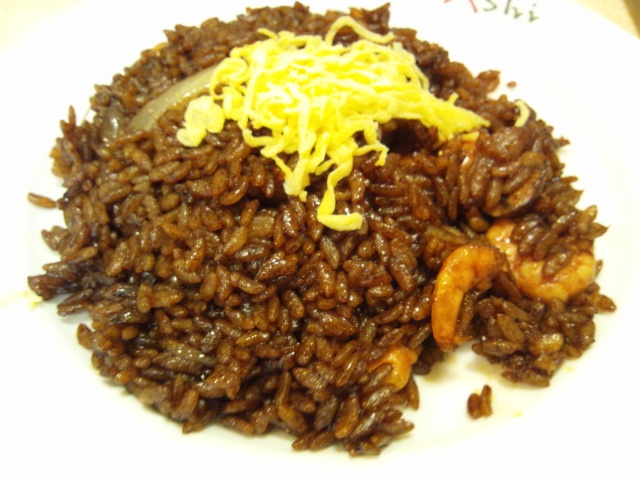
えびめし